# Karl Rudolf Chowanetz
Karl Rudolf Chowanetz, häufig auch Rudolf Chowanetz (* 3. Januar 1933 in Bielitz; † 26. Januar 2000 in Schöneiche) war ein deutscher Chefredakteur der DDR-Kinderzeitschriften ABC-Zeitung, Bummi und Die Trommel und von 1975 bis 2000 Leiter des Jugendbuchverlags Neues Leben.

## Leben
Chowanetz, Sohn eines Meisters in einer Ölraffinerie und einer Hausfrau, besuchte bis zum Ende des Zweiten Weltkriegs 1945 die Volksschule in Bielitz und zog dann mit seiner Familie als Vertriebener nach Stralsund, wo er bis 1949 eine Lehre zum Schlosser beendete.
1950 trat Chowanetz in die Sozialistische Einheitspartei Deutschlands (SED) ein und blieb auch nach deren Umbenennung in Partei des Demokratischen Sozialismus (PDS) bis zu seinem Tod Mitglied. Er war als Pionierleiter bis 1955 hauptamtlicher Funktionär der Freien Deutschen Jugend (FDJ) in Velgast. Von 1955 bis 1957 war er als Hauptwachtmeister bei der Kasernierten Volkspolizei (KVP) tätig. Von 1958 bis 1960 war er Abteilungsleiter im Zentralhaus der Jungen Pioniere in Berlin.
Von 1959 bis 1964 absolvierte Chowanetz ein Fernstudium, welches er als Diplom-Pädagoge abschloss. Von 1961 bis 1963 war er Chefredakteur der DDR-weit erscheinenden Kinderzeitschriften ABC-Zeitung und Bummi. Von 1963 bis 1975 war Chowanetz Chefredakteur der Zeitschrift Die Trommel, die das Zentralorgan der Jungen Pioniere in der DDR war.
Von 1975 bis 2000 war Chowanetz als Nachfolger von Hans Bentzien Leiter des Jugendbuchverlages Neues Leben in Berlin, wo er die Karl-May-Edition initiierte.

## Auszeichnungen
- 1987 Vaterländischer Verdienstorden in Gold[3]

## Schriften
- Halstuch, Trommel und Fanfare (= Mein kleines Lexikon). Berlin 1978.
- Die Kinderzeitschriften in der DDR von 1946 – 1960. Berlin 1983.
- Vor Verdun verlor ich Gott – Geschichten von Menschen im Krieg. Neues Leben, Berlin 1984.
- Zeiten und Wege – Zur Geschichte der Pionierorganisation »Ernst Thälmann« von den Anfängen bis 1952 in Berichten, Briefen, Erinnerungen, Bildern und einer Chronik. 2. Auflage. Kinderbuchverlag, Berlin 1988.
- Der rote Seidenschal – Geschichten um die berühmtesten Detektive der Weltliteratur. 2. Auflage. Neues Leben, Berlin 1990.
- Mecklenburg-Vorpommern – Land und Leute. Berlin 1994.